# All for You超精選
《All for You 》是台灣歌手羅志祥於2011年1月21日推出的第二張國語精選專輯，收錄了羅志祥在艾迴音樂時期（2003-2006）所發行的四張專輯的歌曲。這張由艾迴音樂發行的精選輯收錄了36首歌曲，19首音樂錄影帶及1小時BenQ 羅志祥Speshow 演唱會 Live 精華版

## 曲目
- CD 1

1. Show Time
2. 愛*轉角
3. 狐狸精
4. 敢不敢
5. 幸福獵人
6. 幾分
7. 你是誰
8. 這一秒我哭了
9. 你說你的我說我的
10. 沒有你
11. 漫無目的
12. 一無所有
13. All for you精華組曲 (好朋友+愛*轉角+戀愛達人+真命天子+精舞門)

- CD 2

1. 戀愛達人
2. 精舞門
3. 小丑魚
4. 機器娃娃
5. 瞎攪和
6. 咕嚕雞
7. 灰色空間
8. MAGIC SHOW
9. 刺青
10. 給你管
11. 自戀
12. 國王遊戲

- CD 3

1. 自我催眠
2. 嗆司嗆司
3. 好朋友
4. 真命天子
5. 力量
6. 猛男日記
7. 不懂我的心
8. 火警119
9. 淘汰郎
10. 黑眼圈
11. 透視
12. 碎碎念

- DVD 1

1. Show time(MV)
2. 敢不敢(MV)
3. 沒有你(MV)
4. 狐狸精(MV)
5. 你是誰(MV)
6. 這一秒我哭了(MV)
7. 機器娃娃(MV)
8. 戀愛達人(MV)
9. 小丑魚(MV)
10. 瞎攪和(MV)
11. 真命天子(MV)
12. 淘汰郎(MV)
13. 自我催眠(MV)
14. 嗆司嗆司(MV)
15. 力量(MV)

- DVD 2

1. 精舞門(MV)
2. 幸福獵人(MV)
3. 好朋友(MV)
4. 國王遊戲(MV)
5. 【2006/12/30 BENQ羅志祥SPESHOW演唱會LIVE精華版】

## 成績
| 銷售榜單                | 首週成績 | 週數# / 計算時間           | 最佳成績 | 最高銷售百分比 |
| ----------------------- | -------- | -------------------------- | -------- | -------------- |
| G-Music風雲榜（華語榜） | #11      | #4 / 2011年1月21日–1月27日 | #9       | 1.44%          |
| G-Music風雲榜（綜合榜） | #12      | #4 / 2011年1月21日–1月27日 | #12      | 0.96%          |
| 五大金榜                | #7       | #4 / 2011年1月21日–1月27日 | #3       | 2.98%          |

## 外部連結
- （繁體中文）羅志祥於艾迴音樂的介紹（页面存档备份，存于） (2003–2007)